# Поляченко Володимир Аврумович
Володи́мир Авру́мович Поля́ченко (14 серпня 1938, Київ — 20 квітня 2012, Київ) — український політичний діяч, інженер, підприємець, почесний Президент холдингової компанії «Київміськбуд», народний депутат України 5—6 скликань, Почесний Консул Республіки Чилі в Україні. Герой України (2003), лауреат Державної премії України в галузі архітектури (2003).

## Біографічні відомості
Народився 14 серпня 1938 (м. Київ); дружина Лариса Юліївна; син Юрій; дочка Дар'я.
У 1961 закінчив факультет бетонних і залізобетонних виробів Київського інженерно-будівельного інституту за спеціальністю «інженер-будівельник-технолог».
З 1961 — майстер, з 1962 — головний технолог, завод залізобетонних виробів № 2 тресту «Буддеталь». З 1972 — директор, завод залізобетонних виробів ЗЗБВ-5. З 1976 — керівник, трест «Буддеталь» Головкиївміськбуду. 1979—1982 — заступник начальника, Головкиївміськбуд. 1982—1988 — начальник, управління «Київрембуд» при Київському міськвиконкомі. 1988—1992 — 1-й заступник начальника, Головкиївміськбуд. З 1992 — президент, холдингова компанія «Київміськбуд». Серпень 1995 — травень 2006 — голова правління — президент, Холдингова компанія «Київміськбуд». Радник Прем'єр-міністра України на громадських засадах (лютий 2003 — березень 2006). Член Центральної ради Української партії «Єдність» (грудень 2001—2005). Депутат Київської міськради (жовтень 2002 — квітень 2006). Обраний депутатом Київської міськради (квітень 2006). Академік Академії будівництва та архітектури.
Квітень 2002 — кандидат в народні депутати України від блоку «Єдність», № 7 в списку. На час виборів: президент АТ "Холдингова компанія «Київміськбуд», член Української партії «Єдність». Березень 1998 — кандидат в народні депутати України, виборчий округ № 219, м. Київ, 2 місце з 22 претендентів.
Народний депутат України 5-го скликання з квітня 2006 по червень 2007 від Блоку «Наша Україна», № 32 в списку. На час виборів: голова правління холдингової компанії «Київміськбуд», член НСНУ. Заступник голови Комітету з питань будівництва, містобудування і житлово-комунального господарства (з липня 2006), член фракції Блоку «Наша Україна» (з квітня 2006). Склав депутатські повноваження 8 червня 2007.
Народний депутат України 6-го скликання з листопада 2007 від блоку «Наша Україна — Народна самооборона», № 32 в списку.
11 березня 2010 увійшов до провладної коаліції, ставши тушкою. 27 квітня 2010 року голосував за ратифікацію угоди Януковича — Медведєва, тобто за продовження перебування ЧФ Росії на території України до 2042 р.
Співавтор методики «Нетрадиційні методи організації будівництва в період переходу до ринкових відносин» (1995).
Останні роки життя страждав на онкологічне захворювання. Помер 20 квітня 2012 року. Похований в Києві на Берковецькому кладовищі, біля центрального входу (ділянка № 86, 50°29′18.39″ пн. ш. 30°23′40.1″ сх. д. / 50.4884417° пн. ш. 30.394472° сх. д.).

## Нагороди
- Лауреат Державної премії України в галузі архітектури (2003)[5].
- Орден «Знак Пошани».
- Орден князя Ярослава Мудрого V ст. (19 серпня 2008)[6]
- Ордени «За заслуги» III, II (листопад 1996)[7], I ст. (серпень 1998)[8].
- Герой України (з врученням ордена Держави, 14 серпня 2003).
- Почесна грамота КМ України (травень 2000[9], серпень 2003[10]).
- Срібний Орден Святого князя Володимира Великого II ст. (лютий 1999, УПЦ МП).
- Заслужений будівельник України (1992).

## Вшанування пам'яті
9 серпня 2012 року в Києві, на будинку ПАТ ХК «Київміськбуд», що знаходиться за адресою вулиця Михайла Омеляновича-Павленка 4/6, Володимиру Поляченку була встановлена гранітна меморіальна дошка, яка згодом була замінена бронзовим погруддям. Під погруддям напис: 
| «У цьому будинку з 1988 по 2012 рік працював видатний будівничий, талановитий організатор будівельної справи, Герой України, Почесний громадянин міста Києва Поляченко Володимир Аврумович».[11] |